# Wicca
 (novembre 2015).
 (juin 2019).
Si vous disposez d'ouvrages ou d'articles de référence ou si vous connaissez des sites web de qualité traitant du thème abordé ici, merci de compléter l'article en donnant les références utiles à sa vérifiabilité et en les liant à la section « Notes et références ».
La wicca, ou le wiccanisme, est un mouvement religieux néo-païen fondé au XXe siècle au Royaume-Uni par Gerald Gardner. La wicca comprend des éléments de croyances telles que le chamanisme, le druidisme et les mythologies gréco-romaine, slave, celtique et nordique.
Ses adeptes, les wiccans (féminin : wiccanes), prônent un culte envers la nature et s'adonnent pour une grande partie à la magie. La wicca est un culte à mystères. Les wiccans sont, pour la plupart, voués à certains dieux comme Hécate, la déesse grecque de la magie et de la lune, Gaïa, la déesse de la Terre, etc.
La wicca est reconnue comme une religion aux États-Unis, y compris dans l'armée,,.
En France, le mouvement est très limité, et son influence est présente surtout de manière indirecte à travers certaines mouvances du « féminin sacré », qui fait l'objet d'une surveillance par la Mission interministérielle de vigilance et de lutte contre les dérives sectaires.

## Sens du terme
Le terme wicca a été créé par Gerald Brousseau Gardner au XXe siècle, qui affirmait qu’il voulait dire « sagesse » en vieil anglais. En réalité, sorcellerie en anglais ancien se dit wiċċecræft (d'où le terme actuel witchcraft) et wicca est le masculin de sorcier (le féminin étant wicce et le pluriel wiccan). Ces mots dérivent du verbe wiccian qui signifie « ensorceler, pratiquer la magie ».
D’autres étymologies concurrentes sont cependant apparues. Robert Graves, dans La Déesse blanche, traitant du saule, un arbre qui dans la Grèce antique était dédié à Hécate écrit : « Ses liens avec les sorcières sont si forts dans l’Europe du Nord que les termes sorcière (witch) et méchant (wicked) dérivent du mot utilisé pour nommer l'osier (wicker). » Margot Adler, dans Drawing Down the Moon, rattache wicca à l’indo-européen wic/weik dont la signification recouvre les sens de « soumettre » et de « changer ». Elle estime donc qu’une « sorcière aurait été une femme habile à imaginer, à soumettre et à changer la réalité ».

## Histoire

### Origines
La wicca s'inscrit dans la mouvance européenne du néopaganisme de la première moitié du XXe siècle, consistant à « resusciter » les religions pré-chrétiennes, sur fond de spiritisme et parfois de revendication nationaliste ou régionaliste (sous l'influence du Mouvement völkisch allemand).
Comme toutes les spiritualités créées à cette époque, la wicca consiste en un syncrétisme, largement inspiré des travaux de Charles Leland (1824-1903), Margaret Murray (1863-1963) et Robert Graves (1895-1985), et popularisé par le Britannique Gerald Gardner (1884-1964) dans deux livres : Witchcraft Today, publié en 1954 et The Meaning of Witchcraft en 1959,,.
Le Livre des Ombres, un ouvrage majeur de la wicca gardnérienne, fut écrit à l'origine par Gérald Gardner.

### Évolution du mouvement
D'abord confinée à un cercle restreint, la wicca s'est progressivement développée dans les pays anglo-saxons où elle constitue la principale forme de néopaganisme new age. Diffusée par les milieux féministes américains dans le contexte général de la contreculture des années 1970, elle s'est progressivement transformée et diversifiée, acquérant une dimension écologiste qu'elle n'avait pas au départ. Parallèlement aux structures initiatiques issues de la lignée de Gardner ou d'Alex Sanders, s'est créée une wicca éclectique que les membres pratiquent en dehors de toute initiation formelle. Les croyances et les pratiques divergent considérablement selon les individus, d'autant que la frontière entre la wicca proprement dite et les autres formes de néopaganisme est souvent floue. Elle s'est développée aux États-Unis parallèlement à une forte présence animiste dans la culture afro-américaine, le Hoodoo ou vaudou.
La diversité des pratiques, l'absence de structure centrale – et souvent de structure tout court – rendent le nombre des wiccans difficile à déterminer. En 1990, l'étude NSRI avait estimé à 8 000 le nombre des wiccans aux États-Unis. L'étude ARIS, réalisée en 2001, en trouve 134 000 auxquels il faut ajouter une part significative des 140 000 Américains se définissant comme païens.

## Croyances

### Théologie
Les points de vue théologiques au sein de la Wicca sont diversifiés. La religion englobe des croyants théistes, athées et agnostiques, certains considérant les divinités de la religion comme des entités ayant une existence littérale, tandis que d'autres les voient comme des archétypes junguiens ou des symboles. Même parmi les wiccans théistes, les croyances sont variées, et la Wicca inclut des panthéistes, monothéistes, duothéistes et polythéistes. Cependant, un point commun à ces différentes perspectives est que les divinités de la Wicca sont perçues par ses pratiquants comme des formes de divinités anciennes, préchrétiennes.

### Duothéisme
La plupart des premiers groupes wiccans suivaient le culte duothéiste d'un Dieu cornu et d'une Déesse mère, les pratiquants croyant généralement qu'il s'agissait des divinités antiques vénérées par les chasseurs-cueilleurs de l'âge paléolithique, dont le culte avait été transmis en secret jusqu'à nos jours. Cette théologie était dérivée des affirmations de l'égyptologue Margaret Murray dans son livre The Witch-Cult in Western Europe, publié par Oxford University Press en 1921. Elle prétendait que ce culte vénérait un Dieu cornu à l'époque des procès en sorcellerie de l'époque moderne, mais que, des siècles auparavant, il avait aussi adoré une Déesse mère. Cette structure duothéiste Dieu cornu/Déesse mère a été adoptée par Gardner, qui affirmait qu'elle avait des racines à l'âge de pierre, et elle reste la base théologique de sa tradition gardnérienne. Gardner prétendait que les noms de ces divinités devaient être gardés secrets au sein de la tradition.
Bien que différents wiccans attribuent des traits différents au Dieu cornu, il est le plus souvent associé aux animaux et au monde naturel, mais aussi à l'au-delà, et est souvent perçu comme un modèle idéal pour les hommes. La Déesse mère, quant à elle, est associée à la vie, à la fertilité et au printemps, et elle est décrite comme un modèle idéal pour les femmes. Le duothéisme de la Wicca a été comparé au système taoïste du yin et yang.
D'autres wiccans ont adopté la structure duothéiste originale du Dieu/Déesse gardnérienne, mais ont choisi des formes de divinités autres que celles du Dieu cornu et de la Déesse mère.
Par exemple, le Dieu a été interprété comme le Roi du Chêne et le Roi du Houx, ainsi que comme le Dieu-Soleil, le Dieu-Fils/Amant, et le Dieu de la Végétation. Il a aussi été vu dans les rôles de Chef de la Chasse Sauvage et Seigneur de la Mort.
La Déesse est souvent représentée comme une Triple Déesse, une divinité triadique comprenant une déesse vierge, une Déesse mère et une déesse vieille, chacune ayant des associations différentes, à savoir la virginité, la fertilité et la sagesse. D'autres conceptualisations wiccanes l'ont représentée comme une Déesse lunaire et une Déesse menstruante. Selon l'anthropologue Susan Greenwood, dans la Wicca, la Déesse est "un symbole de transformation personnelle - elle est perçue comme changeante en permanence et une force de changement pour ceux qui s'ouvrent à elle."

### Monothéisme et polythéisme
Gardner affirmait qu'au-delà des deux divinités de la Wicca existait la "Divinité Suprême" ou "Premier Moteur", une entité trop complexe pour être comprise par les humains. Cette croyance a été reprise par d'autres pratiquants, qui l'ont appelée le "Cosmos", "Puissance Cosmique Suprême" ou "Essence Divine". Gardner imaginait cette Divinité Suprême comme une entité déiste ayant créé les "Sous-dieux", parmi lesquels le Dieu et la Déesse, mais n'étant pas autrement impliquée dans le monde ; alternativement, d'autres wiccans ont interprété une telle entité comme étant un être panthéiste, dont le Dieu et la Déesse ne seraient que des facettes.
Bien que Gardner ait critiqué le monothéisme en raison du problème du mal, des formes explicitement monothéistes de la Wicca se sont développées dans les années 1960, lorsque l'Église de la Wicca aux États-Unis a développé une théologie centrée sur l'adoration d'une "divinité unique, sans genre". Dans les années 1970, des groupes sorcières dianiques se sont développés, voués à une seule Déesse monothéiste ; cette approche a souvent été critiquée par les membres des groupes wiccans traditionnels britanniques, qui voyaient ce monothéisme de la Déesse comme une imitation inversée de la théologie chrétienne. Comme dans d'autres formes de Wicca, certains monothéistes de la Déesse ont exprimé l'idée que la Déesse n'est pas une entité ayant une existence littérale, mais plutôt un archétype jungien.
En plus du panthéisme et du duothéisme, de nombreux Wiccans acceptent le concept de polythéisme, croyant ainsi en l'existence de nombreuses divinités. Certains adoptent le point de vue défendu par l'occultiste Dion Fortune selon lequel "tous les dieux sont un dieu, et toutes les déesses sont une déesse", c'est-à-dire que les dieux et déesses de toutes les cultures sont, respectivement, des aspects d'un Dieu et d'une Déesse suprêmes. Avec cette perspective, un wiccan peut considérer la déesse germanique Ēostre, la déesse hindoue Kali et la Vierge Marie catholique comme des manifestations d'une seule et même Déesse suprême, de même que le dieu Cernunnos des divinités celtiques, Dionysos de la Grèce antique, et Yahweh du judaïsme et du christianisme comme des aspects d'un même dieu archétypal. Une approche plus strictement polythéiste considère les diverses déesses et dieux comme des entités séparées et distinctes à part entière. Les écrivains wiccans Janet Farrar et Gavin Bone ont émis l'hypothèse que la Wicca devient de plus en plus polythéiste à mesure qu'elle mûrit, tendant à embrasser une vision du monde plus traditionnellement païenne. Certains wiccans conçoivent les divinités non pas comme des personnalités littérales, mais comme des archétypes métaphoriques ou des formes-pensées, permettant ainsi techniquement d'être athées. Ce point de vue est partagé par la Grande Prêtresse Vivianne Crowley, elle-même psychologue, qui considère les divinités wiccanes comme des archétypes junguiens existant dans le subconscient et pouvant être évoquées lors des rituels. C'est pour cette raison, dit-elle, que "la Déesse et le Dieu se manifestent à nous dans les rêves et les visions".
Les wiccans croient souvent que les dieux ne sont pas parfaits et qu'il est possible de débattre avec eux.
De nombreux wiccans adoptent également une vision du monde plus explicitement polythéiste ou animiste, où l'univers est peuplé d'êtres spirituels. Dans de nombreux cas, ces esprits sont associés au monde naturel, comme des genius loci, des fées et des élémentaux. Dans d'autres cas, ces croyances sont plus idiosyncratiques et atypiques ; par exemple, la wiccane Sybil Leek défendait la croyance aux anges.

### La vie après la mort
La croyance en une vie après la mort varie parmi les wiccans et n'occupe pas une place centrale dans la religion. Comme l'a fait remarquer l'historien Ronald Hutton : 
« la position instinctive de la plupart des [wiccans] semble être que si l'on tire le meilleur parti de la vie présente, sous tous ses aspects, la prochaine vie en bénéficiera presque certainement, alors autant se concentrer sur le présent ».
Il est néanmoins courant chez les wiccans de croire que les êtres humains possèdent un esprit ou une âme qui survit à la mort physique. La compréhension de ce qu'est cette âme varie selon les différentes traditions, la tradition Feri de la sorcellerie ayant, par exemple, adopté une croyance issue du mouvement Huna, inspiré par la théosophie, la Kabbale et d'autres sources, selon laquelle l'être humain possède trois âmes.
Bien qu'elle ne soit pas acceptée par tous les wiccans, la croyance en la réincarnation est la croyance dominante concernant l'après-vie dans la Wicca, ayant été originellement défendue par Gardner. Les compréhensions du fonctionnement du cycle de réincarnation diffèrent parmi les pratiquants ; par exemple, le wiccan Raymond Buckland insistait sur le fait que les âmes humaines ne se réincarnaient que dans des corps humains, tandis que d'autres wiccans croient qu'une âme humaine peut se réincarner dans n'importe quelle forme de vie. Il existe également une croyance répandue parmi les wiccans selon laquelle tout wiccan sera réincarné en tant que futur wiccan, une idée exprimée à l'origine par Gardner. Gardner a également articulé l'idée que l'âme humaine repose pendant une période entre la mort physique et sa réincarnation, cet endroit de repos étant couramment appelé « Summerland » dans la communauté wiccane. Cela permet à de nombreux wiccans de croire que les médiums peuvent entrer en contact avec les esprits des défunts, une croyance adoptée du spiritualisme.

### Magie et Sorcellerie
De nombreux wiccans croient en la magie, une force manipulatrice exercée par la pratique de la « sorcellerie ». De nombreux wiccans adhèrent à la définition de la magie donnée par les magiciens cérémoniels, tels qu'Aleister Crowley, qui a déclaré que la magie était « la science et l'art de provoquer des changements conformément à la volonté », tandis qu'un autre magicien cérémoniel, MacGregor Mathers, affirmait qu'elle était « la science du contrôle des forces secrètes de la nature ». De nombreux wiccans considèrent que la magie est une loi de la nature, encore mal comprise ou ignorée par la science contemporaine, et qu'elle ne doit donc pas être vue comme surnaturelle, mais comme faisant partie de ce que Leo Martello appelle les « super-pouvoirs qui résident dans la nature ». Certains wiccans croient que la magie consiste simplement à utiliser pleinement les cinq sens pour obtenir des résultats surprenants, tandis que d'autres wiccans ne prétendent pas savoir comment fonctionne la magie, croyant simplement en son existence parce qu'ils l'ont observée.
Lors des pratiques rituelles, souvent organisées dans un cercle sacré, les wiccans jettent des sortilèges ou « travaux » visant à provoquer des changements réels dans le monde physique. Les sortilèges wiccans courants incluent ceux utilisés pour la guérison, la protection, la fertilité ou pour bannir les influences négatives. De nombreux premiers wiccans, tels qu'Alex Sanders, Sybil Leek et Alex Winfield, qualifiaient leur magie de « magie blanche », en opposition à la « magie noire », qu'ils associaient au mal et au Satanisme. Sanders utilisait également une terminologie similaire avec les notions de « main gauche » pour décrire la magie malveillante, et de « main droite » pour la magie pratiquée avec de bonnes intentions ; cette terminologie avait été introduite au XIXe siècle par l'occultiste Helena Blavatsky. Cependant, certains wiccans modernes ont cessé d'utiliser la dichotomie magie blanche/magie noire et main droite/main gauche, faisant valoir, par exemple, que la couleur noir ne devrait pas nécessairement être associée au mal.
Les chercheurs en religion Rodney Stark et William Sims Bainbridge ont affirmé en 1985 que la Wicca avait « réagi à la sécularisation par une plongée directe dans la magie » et qu'elle était une religion réactionnaire qui s'éteindrait bientôt. Cette vision a été fortement critiquée en 1999 par l'historien Ronald Hutton, qui a déclaré que les preuves montraient exactement le contraire : « un grand nombre [de wiccans] étaient employés dans des secteurs à la pointe de la culture scientifique, tels que la technologie informatique ».

### Les pratiques
Il n'existe pas vraiment de pratique spécifique à la wicca, celle-ci varie en fonction de la tradition adoptée. La plupart du temps, les rites se pratiquent en plein air, dans la nature, loin des regards. Actuellement, se développe une nouvelle forme de pratique, dite la pratique solitaire de la wicca ou « wicca de salon » (terme emprunté à Scott Cunningham) pour désigner les wiccans pratiquant chez eux, n'ayant pas la possibilité, ou le souhait, de le faire dehors.

### Les fêtes
Sous le nom de « roue de l'année », la wicca regroupe vingt-et-une réunions de coven pour célébrer la fluctuation des saisons. Il s’agit d’un calendrier qui prend en compte les cycles solaires et lunaires, ainsi que ceux propres à l’agriculture traditionnelle.

#### Esbats
Les Esbats ont lieu lors des douze ou treize nuits de pleine lune de l'année. La lune est le symbole de la déesse et la pleine lune est le moment où celle-ci est dans sa plus grande puissance, ainsi les esbats sont principalement consacrés à glorifier la déesse par des hymnes et des invocations. C'est aussi durant ces esbats qu'ont lieu les travaux collectifs de wicca opérative.

## Les  traditions

### Mouvements wicca

#### Tradition Gardnerienne
Le Gardnerianisme (Wicca Gardnerian) découle de Gerald Gardner. Cette pratique très stricte nécessite, pour être wiccan ou wiccane d'être obligatoirement en coven et d'avoir été initié par une lignée d'initiateurs remontant à un wiccan/e reconnu (en fait à Gardner). Celui-ci a initié la plupart des membres qui ont démarré ce mouvement. C’est la première des wicca. Celle-ci est une filiation découlant de Gerald Gardner. C’est une tradition qui se dit stricte mais qui se fonde avant tout sur le principe que la wicca est une religion à mystères et initiatique. Des règles précises définissent les wiccans. Un wiccan est une sorcière qui fut initiée par une autre sorcière dans un cercle façonné comme veut la tradition. Un wiccan est une sorcière qui pratique en coven et dont l’initiateur (ou initiatrice) peut prouver sa « descendance » initiatique de Gerald Gardner. Un wiccan est toujours initié par une personne de l’autre sexe. Il existe en tout trois degré dans la wicca gardnerienne. Gerald Gardner a toujours dit qu’il fut lui-même initié par une certaine Lady Dorothy Clutterbuck, grand-prêtresse du « New Forest Coven » dans les années 1930-1940. Le célèbre Livre des Ombres (LDO) ou Book of Shadows en anglais (BOS) de Gerald Gardner est un des plus vieux documents du genre.

#### Tradition Alexandrienne
L'alexandrianisme (ou Wicca Alexandrian) est fondé par un disciple de Gardner, Alexander Sanders. C'est un dérivé du précédent. La wicca alexandrienne est la deuxième branche de la wicca la plus connue. Son fondateur est Alex Sanders (1928-1988), personnage singulier qui disait avoir été initié à l’âge de sept ans par sa grand-mère.

#### Tradition New-York Wica
La Tradition New-York Wica ou Wica Tradition est une branche dérivée de la Wicca Gardnerienne, fondée par Eddie Buczynski, connu sous le nom de Lord Gwyddion. Buczynski, était une figure influente dans le développement de divers courants néo-païens américains. Il a joué un rôle important dans l'expansion de la Wicca aux États-Unis durant les années 1970 et est le fondateur de la Minoan Brotherhood (Fraternité Minoenne).

#### Seax-Wicca-Witchcraft
La Seax Wicca / Wicca : La Seax-Wica est une tradition du néo-paganisme de la wicca qui est largement inspirée de l'iconographie du paganisme historique anglo-saxon et qui, contrairement au « Theodism », n'est pas une reconstruction de la religion médiévale, mais une réelle « nouvelle » branche de la wicca. La tradition a été fondée en 1973 par Raymond Buckland, un grand prêtre d'origine anglaise et initié à la wicca gardnerienne par Monique Wilson et qui a déménagé aux États-Unis dans les années 1970. Son livre, The Tree, a été rédigé avec l'intention d’être un guide de référence à la Seax-Wicca, et a été publié en 1974 par Samuel Weiser, puis réédité en 2005 sous le titre Buckland's Book of Saxon Witchcraft 1.

#### Tradition Dianique

Symbole de la Grande Déesse.

La Wicca dianique,,,, appelée aussi dianisme ou sorcellerie dianique, est une tradition wiccane centrée sur la Grande Déesse et sur le féminin, fondée dans les années 1960 en Californie par Zsuzsanna Budapest.

#### Tradition Reclaiming
La Tradition Reclaiming : C'est une sorte de mélange entre de la spiritualité wiccane et un activisme politique (écologie, féminisme, etc.). Elle a été fondée par Starhawk.

#### La Tradition Ara
La Tradition Ara: Tradition fondée en 1983 par l'avocate, activiste et sorcière newyorkaise, Phyllis Curott, qui vise à déconstuire certains aspects traditionnels du wicca et à intégrer plus profondément les concepts du chamanisme et de la divinité immanente de la nature. Ce mouvement est marqué entre autres par son rejet de la règle du triple retour, la considérant comme un principe punitif qui ne pourrait être la fondation d'un code éthique. Bien que l'organisation en covens soit courante, il est attendu que les initié.e.s continuent aussi leur pratique spirituelle de façon individuelle.

#### Minoan Brotherhood
La Minoan Brotherhood est une tradition sorcière destinée aux hommes qui aiment les hommes, fondée par Eddie Buczynski. Elle est l'une des formes les plus influentes de sorcellerie traditionnelle LGBT d'inspiration wiccane aux États-Unis (Wicca et Homosexualité). Cette tradition s'inspire principalement de la culture mycénienne et minoenne, en mettant l'accent sur le culte d'un dieu cornu, identifié au Minotaure, et de la déesse-serpent minoenne. Les membres de la Minoan Brotherhood ne se considèrent pas comme wiccans, mais plutôt comme sorciers. Il existe également une forme féminine de cette tradition, destinée aux femmes qui aiment les femmes, appelée la Minoan Sisterhood.

### Mouvements wicca non officiels
On peut trouver de nombreux mouvements associés à la wicca n'en faisant pas officiellement parti, dont :
- La Tradition faerique ou « Pictish Wicca » : Cette tradition est un peu plus sombre que les autres puisqu'elle reconnaît la part obscure de chaque être et ne cherche pas à la nier. Elle s'inspire davantage de la culture celtique. Elle se base essentiellement sur la nature. Certains de ses membres ne la reconnaissent pas comme une branche de la wicca.

- La wicca éclectique : Ce terme désigne les praticiens, croyants et covens n'appartenant à aucune tradition officielle précise. Ce type de pratique est très ouvert. Elle peut s’inspirer des textes wiccans ainsi que de plusieurs éléments de diverses traditions et mythologies. La plupart des wiccans éclectiques pratiquent en solitaire, mais certains se regroupent et forment des Covens. Chaque personne ou Coven possède ses propres règles. En conséquence, la hiérarchie traditionnelle (Initié, Grand Prêtre, Grande Prêtresse) est soit inexistante, soit l'attribution est laissée au vote des membres du Coven. La personne ayant créé et développé ce type de wicca est sans doute Scott Cunningham qui a écrit plusieurs livres sur la pratique de la wicca en solitaire, dont le best-seller "la wicca, guide de pratique individuelle". La wicca éclectique permet de créer "sa tradition", en fonction de ses affinités spirituelles, de son ressenti personnel et de ses préférences, ou bien même de se calquer sur les traditions déjà existantes. Certaines personnes solitaires poussent leurs recherches en dehors des livres publiés uniquement sur la wicca (documents universitaires, historiques, traitants de divers aspects des cultes préchrétiens, comme les spiritualités égyptiennes, celtes, scandinaves, etc.). À noter que la wicca éclectique est une forme de wicca avec très peu de contraintes, tant sur le plan spirituel qu'initiatique, le wiccan éclectique ne dépendant souvent d'aucun Coven officiel, garde sa totale liberté individuelle sur tous les aspects.

- La Tradition nativiste Correllienne : Tradition wiccane présente un peu partout dans le monde, qui a été créé par Orpheis Caroline High-Correll.

### Ouvrages en lien avec la wicca
En français
- Jean-Pascal Ruggiu, La Wichcraft, in Sexualité et ésotérisme, L’Autre Monde no 127, 1991 ;
- Christian Bouchet, La Wicca, retour de la vieille religion ou mystification ?, Cahier du cercle Ernest Renan no 215, 2000 ;
- Christian Bouchet, Wicca, Pardès, 2004 ; réédité La Wicca, les sorcières d’aujourdhui, Camion Noir, 2016 ;
- Cristopher Wallace, La Magie wicca, De Vecchi, 2004 ;
- Anne-Marie Lassalette-Carassou, L’aventure transatlantique du Wicca, in Bernadette Rigal-Cellard, Missions extrêmes en Amérique du Nord, Pleine page, 2005 ;
- Morgane Camiret, L'héritage des Atlantes,  éditions Dangles,  2005. Le quotidien ritualise et la mise en symbiose avec la Serendipite.
- Morgane Camiret,  Les Danses Sacrees,  éditions Dangles,  2007.  Les croyances et traditions des cultes anciens preserves en Europe.  Des rites sont inclus.
- Thorn Mooney, La Wicca traditionelle, Danaë, 2020 ;
- Scott Cunningham, La Wicca, Éditions du Roseau, 1999 ;
- Scott Cunningham, La Wicca vivante, Éditions du Roseau, 2000 ;
- Frederic Lamond, La Religion sans dogme, Publibook, 2003 extrait et recension ;
- Starhawk, Femmes, magie et politique, (postface d’Isabelle Stengers), Les Empêcheurs de penser en rond, 2003 [Dreaming the Dark, en anglais] ;
- Gerald Gardner, Le Livre des Ombres, Camion noir, 2007 ;

En anglais
- Doreen Valiente, Witchcraft For Tomorow, ???, 1960-1970
- Doreen Valiente, An ABC of Witchcraft Past and Present, Hale, 1994
- Janet and Stewart Farrar, A Witche's Bible, The Complete Witches Handbook, ???, 1997
- Margot Adler, Drawing Down the Moon, Beacon Press, 1986.
- Raymond Buckland, The Tree: Complete Book of Saxon Witchcraft, Samuel Weiser, 1974.
- Raymond Buckland, Buckland's Complete Book of Witchcraft, Llewellyn, 1986.
- Raymond Buckland, Wicca for Life, Citadel Press Books, 2001.
- Vivianne Crowley, Wicca - The old religion in the New Age, The Aquarian Press, 1989.
- Vivianne Crowley, Phoenix from the Flame, Pagan Spirituality in the Western World, Aquarian, 1994.
- Ronald Hutton, The Triumph of the Moon, a History of Modern Pagan Witchcraft, Oxford University Press, 1999.
- Prudence Jones & Nigel Pennick, A History of PAgan Europe, Londres, Routledge, 1995.
- Aidan Kelly, Crafting the Art of Magic, A History of Modern Witchcraft, St Paul, Llewellyn Publications, 1991.
- Leo Ruickbie, Witchcraft Out of the Shadows, Robert Hale, 2004.
- James Aten, The Truth About Wicca And Witchcraft-Finding Your True Power, 2008.

### Ouvrages d'influence
- Charles Godfrey Leland, Aradia, ou l'évangile des sorcières, 1899.
- Margaret Murray, Le Dieu des sorcières, Camion noir, 2011.
- Michel Houellebecq, Anéantir, Flammarion, 2022.

### Articles et catégories connexes
- Histoire des religions
- Fêtes païennes
- Roue de l'année
- Rites de passages de la Wicca